# La Dame du Léman
La Dame du Léman est une automotrice électrique historique de type BDe 2/4 effectuant des courses de loisirs.

## Histoire
L'automotrice est construite à la suite d'une commande de la compagnie Sensetalbahn. Il s'agit de l'unique commande de matériel neuf par cette dernière, tout le reste de son matériel roulant étant acquis d'occasion. L'automotrice est construite en 1938 et mise en service la même année sous le no 101 sur la ligne Flamatt – Gümmenen. Elle porte alors une livrée blanc crème et vert foncé sous les fenêtres. Elle sert pendant 48 ans. N'ayant pas les moyens de la remettre en état, la compagnie finit par la vendre au WM qui la remet en état et la renumérote avec le no 3 et l'exploite sur la ligne Wohlen – Meisterschwanden pour un service commercial conventionnel. Néanmoins, par manque de voyageurs, après une année, elle est transformée en voiture-salon de 60 places, dédiée à des activités festives. Elle occupe cette fonction jusqu'en 1997, année de fermeture de la ligne. Alors âgée de 59 ans, elle est trop âgée pour un retour au service commercial. Elle est alors cédée à l'association Zürcher Museums Bahn qui l'exploite sur la ligne du Sihltal. En 2010, l'association préférant une autre motrice liée historiquement à la ligne du Sihltal cède alors la machine à la Compagnie ferroviaire du Léman, présidée par Alain Primatesta. Elle rejoint ainsi le "Tram Bleu", un tramway genevois historique de 1934 (TW 70), circulant lui, sur le réseau ferré métrique de l'État de Genève. Le 15 janvier 2011, elle est tractée par une Re 420 jusqu'à la gare de Lausanne. Remise en état, elle est inaugurée le 5 octobre 2012 à Villeneuve, et reçoit comme nom de baptême La Dame du Léman. Il s'agit dès lors de la première automotrice électrique historique à rouler sur le réseau à voie normale de l'arc lémanique. Lorsqu'elle n'est pas en service, elle stationne sur une voie de garage de gare de Genève-Aéroport,.
En 2020, le propriétaire de la motrice Alain Primatesta, annonce qu'il désire la remettre, au risque qu'elle parte à la ferraille. Elle est cédée pour un franc symbolique, à trois investisseurs: Mrs Marc Favri, Pascal Heinemann et Riccardo Keller qui l'offre à l'Association du chemin de fer historique de Thurgovie Centrale MThB. Cette dernière confie la maintenance, l'exploitation et la commercialisation à un Groupe d'exploitation de la motrice 101.  Après le rétablissement de la peinture d'origine, la révision mécanique est confiée à la compagnie du BLS. Il s'agit de rétablir son état de 1938. Elle pourra ainsi circuler sur l'ensemble du réseau ferré national à voie normale

## Caractéristiques
La caisse de l'automotrice est construite par la SWS (en) et la partie électrique est réalisée par la SAAS. D'une longueur totale de 20 m, l'automotrice est dotée de deux portes et neuf fenêtres sur chaque côté ainsi qu'une grande porte pour le fourgon. Les tampons sont à 1,05 m au-dessus des rails. Elle est conçue pour le trafic régional sur des lignes peu fournies en personnel. En effet, elle est conçue pour un service avec un seul agent. Avant sa transformation en voiture restaurant, elle était conçue pour offrir un total de 130 places, d'abord en 3e classe uniquement, puis en 2e classe uniquement après le 3 juin 1956 et l'abandon de la 1re classe. Après sa transformation, elle offre 60 places assises,.
Concernant sa partie électrique, le courant est capté par un unique pantographe qui alimente directement un double autotransformateur permettant d'ajuster la tension en fonction des besoins. La sortie de cet autotransformateur alimente deux circuits différents en fonction de la marche de l'automotrice, en traction ou en freinage.
En traction, les deux moteurs sont alimentés en parallèle par la sortie de l'autotransformateur. Sur le second moteur, un contacteur permet de le désactiver. Les moteurs fonctionnent sur le principe du moteur universel, l'inducteur est en série avec l'induit.
En freinage, les contacteurs de l'autotransformateur sont ouverts. Les moteurs sont branchés sur de grosses résistances rhéostatiques qui dissipent sous forme de chaleur l'énergie des moteurs, contribuant ainsi à les freiner.
Le mécanisme de commande est cranté et le mécanicien de locomotive dispose de 13 crans pour ajuster la vitesse et celle-ci est au maximum de 75 km/h.